# Rob Nelson (biòleg)
Robert "Rob" Nelson
(Denver, Colorado, Estats Units, 13 d'agost de 1979) és un biòleg, documentalista i personalitat televisiva estatunidenc.
És col·laborador habitual de la sèrie documental de Science Channel, What on Earth? («Curiositats de la Terra»). A partir de 2017, va ser el presentador i investigador participant a la sèrie documental de Science Channel, Secrets of the Underground («Secrets del subsòl»), el propòsit del qual era examinar els misteris llegendaris que aguaiten sota la superfície dels carrers, edificis, terrenys i cossos daigua, etc. Nelson també va ser coamfitrió del documental d'Animal Planet, Life After Chernobyl («La vida després de Txernòbil») el 2015.
Té una Llicenciatura en Art (BA) en biologia i oceanologia de la Universitat de Miami, un Màster en Ciències (MS) de la Universitat de Hawaii a Mānoa i un Màster en Belles Arts (MFA) de la Universitat Estatal de Montana.
Va guanyar un Premi Emmy el 2014 pel seu treball a Mysteries of the Driftless («Misteris de la zona sense deriva»), una pel·lícula documental sobre la Driftless Area («Zona sense deriva»), una regió al Oest Mitjà dels Estats Units, que mai va estar coberta per glaceres durant l'última edat de gel. Després va filmar una seqüela de Mysteries of the Driftless el 2018 anomenada Decoding the Driftless («Decodificant la zona sense deriva»).
El treball actual de Nelson inclou ser el director d'Untamed Science («Ciència indòmita»), on presenta un programa de YouTube del mateix nom. Treballa en estreta col·laboració amb el zoològic de Carolina del Nord per ajudar a explicar històries de animals no comptades.